# Закон о делах перемещённых лиц и беженцев
Закон о делах перемещённых лиц и беженцев (нем. Gesetz über die Angelegenheiten der Vertriebenen und Flüchtlinge, коротко Bundesvertriebenengesetz или BVFG) — федеральный закон ФРГ, принятый в 1953 году. Закон регулирует приём и интеграцию на территории Германии вынужденно перемещённых лиц и беженцев немецкой национальности, покинувших места поселения в ходе или после Второй мировой войны, а также приём этнических немецких переселенцев из Восточной Европы и стран бывшего СССР. Последние изменения в законе были приняты 7 мая 2013 года и вступили в силу с 1 ноября 2013 года.

## История
Закон был принят в 1953 году для унификации законодательств, принятых в ряде федеральных земель ФРГ, и в части определения понятий «беженец» и «вынужденно перемещённый» ориентировался на законодательство Северного Рейна-Вестфалии.

## Содержание закона
- Раздел I (§ 1 — § 6): Общие определения.
- Раздел II (§ 7 — § 20): Распределение, права и льготы.
- Раздел III (§ 21 — § 25): Власти и административные органы.
- Раздел IV (§ 26 — § 93): Процедура приёма.
- Раздел V (§ 94 — § 95): Ношение имени, консультации.
- Раздел VI (§ 96 — § 97): Культура, исследования и статистика.
- Раздел VII (§ 98 — § 99): Штрафы.
- Раздел VIII (§ 100 — § 107): Переходные и заключительные положения.

## Категории лиц
В первом разделе закона определяется основной круг лиц, приравненных к беженцам. Одним из важнейших параграфов раздела является § 4, который устанавливает понятие «лица немецкой национальности» независимо от его гражданства и страны происхождения. Текст данного параграфа менялся несколько раз на протяжении его существования. В этом разделе также определяются условия, при выполнении которых эти лица приобретают соответственный статус и имеют право на переселение в Германию и соответствующую государственную поддержку на социальную интеграцию.
Лица немецкой национальности, рождённые после 31 декабря 1992 года, больше не попадают ни под какую из категорий и могут переселиться в Германию лишь как потомки поздних переселенцев (нем. Abkömmlinge).